# David Hartford
David Hartford (11 de enero de 1873 – 30 de octubre de 1932) fue un actor, director, productor y guionista cinematográfico de nacionalidad estadounidense, activo principalmente en la época del cine mudo.
Nacido en Ontonian, Míchigan, falleció en Hollywood, California, a causa de un ataque al corazón.

## Filmografía

### Actor
| - 1913 : Captain Kidd - 1913 : Under the Black Flag - 1913 : The Buccaneers - 1914 : The Gambler's Oath - 1914 : The Deadline - 1914 : The Dead End - 1914 : Unjustly Accused - 1914 : Tess of the Storm Country - 1914 : The Voice at the Telephone - 1916 : The Sin Ye Do | - 1917 : The Bride of Hate - 1917 : Blood Will Tell - 1918 : Madam Who - 1918 : Inside the Lines - 1918 : The Turn of a Card - 1918 : Rose o' Paradise - 1926 : Dame Chance - 1930 : Rough Romance - 1931 : Over the Hill |

### Director
| - 1914 : The Gambler's Oath - 1914 : The Deadline - 1914 : The Dead End - 1914 : Unjustly Accused - 1916 : Roaring Camp - 1916 : Civilization - 1918 : Inside the Lines - 1918 : The Man of Bronze - 1919 : It Happened in Paris | - 1919 : Back to God's Country - 1920 : Nomads of the North - 1921 : The Golden Snare - 1922 : The Rapids - 1924 : Blue Water - 1926 : Then Came the Woman - 1926 : Jack O'Hearts - 1926 : The Man in the Shadow - 1927 : God's Great Wilderness |

### Productor
| - 1921 : The Golden Snare - 1926 : Then Came the Woman | - 1926 : Jack O'Hearts - 1927 : God's Great Wilderness |

### Guionista
| - 1920 : Nomads of the North - 1921 : The Golden Snare | - 1926 : Then Came the Woman |